# Джорджиана Баримор
Джорджиана Дрю Баримор (на английски: Georgiana Drew Barrymore) е американска актриса и член на прочутото актьорско семейство Баримор. Семейство Баримор е една от най-големите и най-стари династии в Холивуд.

## Биография
Родена е на 11 юли 1856 г. във Филаделфия, САЩ. Дъщеря е на американските артисти Джон Дрю и Луиза Дрю.
Нейн съпруг е Хърбърт Артър Чембърлейн Блайт, известен като Морис Баримор. Тя е майка на Етъл Баримор, Лайънъл Баримор и Джон Баримор.
Джорджиана Баримор е прабаба на актрисата Дрю Баримор.

## Роли
- Сесил – „Както ви се харесва“ – Уилям Шекспир
- Мария – „Училище за сплетни“ – Ричард Шеридан

- В Общомедия има медийни файлове относно Джорджиана Баримор